# Antoine de Malvin de Montazet

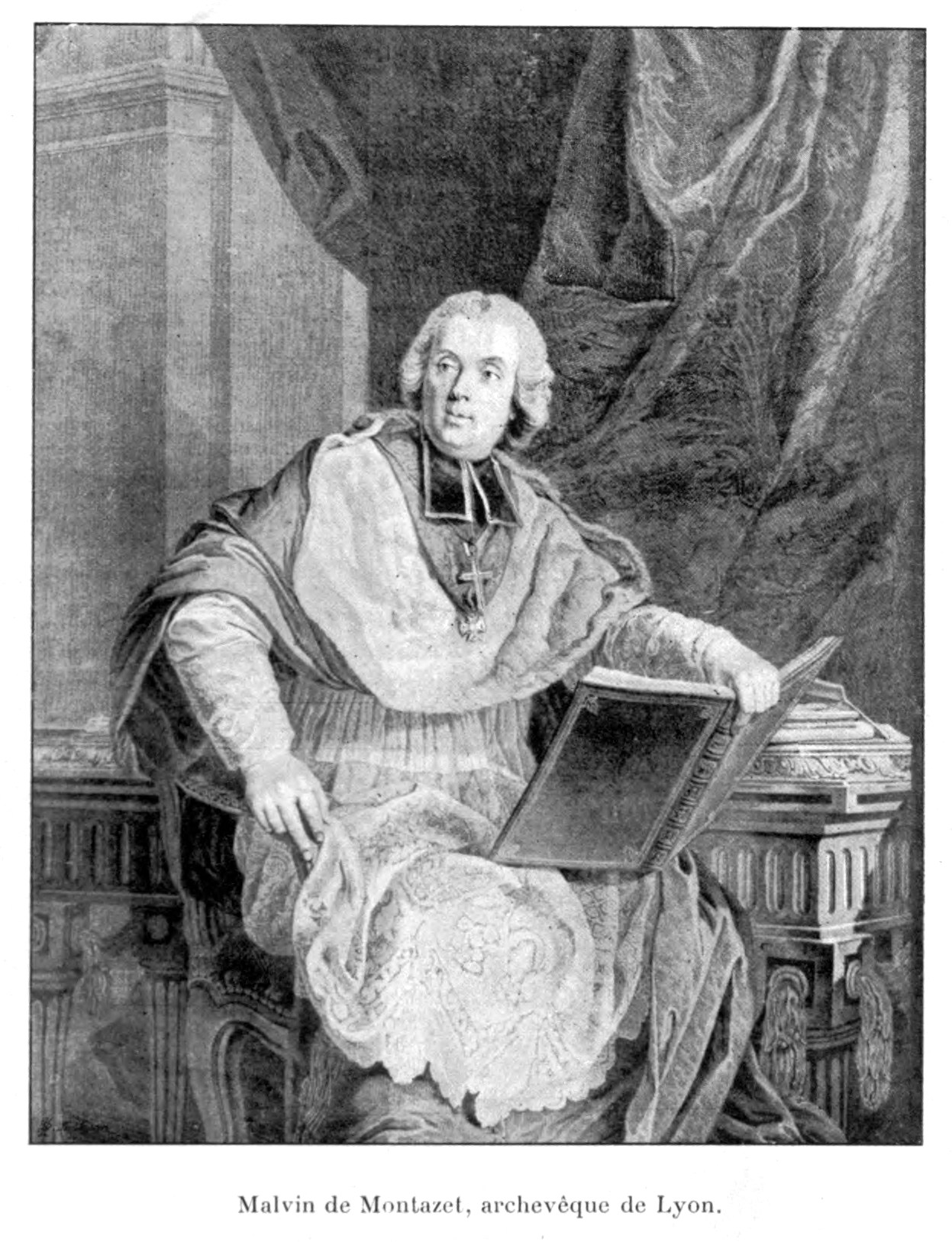
Antoine de Malvin de Montazet

Antoine II. de Malvin de Montazet (* 17. August 1713 in Laugnac; † 2. Mai 1788 in Paris) war ein französischer Theologe, welcher der Bewegung der Jansenisten zugerechnet wurde.

## Leben
Antoine II. de Malvin de Montazet, ein Sohn von Jeanne-Françoise de Fontanges de Maumont und Charles de Malvin (1666–1731), dem Chevalier Baron de Montazet, Seigneur von Quissac und Boussères, wurde auf dem Château Quissac in der Gemeinde Laugnac im Département Lot-et-Garonne geboren. Seine Eltern heirateten am 7. Februar 1709 in Villiers-sur-Orge. Über seine Jugendjahre ist nichts bekannt.
De Malvin de Montazet schlug die geistliche Laufbahn ein. Ende 1742 wurde er Kaplan des französischen Königs Ludwig XV. und 1743 Vorsteher der Abtei Nogent-sous-Coucy. Am 15. März 1748 wurde er zum Bischof von Autun ernannt und am 18. März 1748 von François de Fitz-James, dem Bischof von Soissons, geweiht. Im selben Jahr, 1748, wurde de Malvin de Montazet Vorsteher der Abtei Monthiers-en-Argonne. Ab 1756 war er Mitglied der Académie française, verfasste aber kein bedeutendes literarisches Werk. Nach dem Tode des französischen Kardinals Pierre Guérin de Tencin fungierte er ab dem 16. März 1758 als Erzbischof von Lyon. Am 31. März 1759 wurde er zum Erzbischof von Lyon erhoben; ein Amt, das er bis zu seinem Tod 1788 innehatte. Von 1764 bis 1788 war er Vorsteher der Abtei St-Victor in Paris. 1775 wurde er Vorsteher der Abtei Fontenay.
De Malvin de Montazet zählte zu den brillanten Köpfen seiner Zeit und war ein guter Redner. Im Laufe der Jahre hatte de er in geistlichen Fragen mit dem Erzbischof von Paris, Christophe de Beaumont, viele Auseinandersetzungen. Die letzten Jahre des Lebens de Malvin de Montazets waren von Problemen und mehreren Skandalen überschattet. Obwohl er nicht zu den Appelanten gehörte und es vermied, sich jeder formellen Opposition gegen die päpstliche Bulle Unigenitus Dei filius von 1713 anzuschließen, wurde er als deren erklärter Gegner betrachtet. Für das Priesterseminar seiner Diözese ließ de Malvin de Montazet von dem Oratorianer Joseph Valla sechs Bände des Werkes Institutiones Theologicae verlegen. Diese waren als Théologie de Lyon bekannt und durch den Bischof von Pistoia und Prato, Scipione de’ Ricci, in ganz Italien verbreitet, bis sie schließlich im Jahre 1792 auf den Index Librorum Prohibitorum gesetzt wurden.

## Hauptwerke
- Lettre à l'Archevêque de Paris, Lyon, 1760
- Mandement contre l'Histoire du peuple de Dieu de Berruyer, Lyon, 1762
- Catéchisme, Lyon, 1768
- Instruction pastorale sur les sources de l'incrédulité et les fondements de la religion, Paris, 1776
- Rituel du diocèse de Lyon, Band 3, Lyon, 1788